# Trino Mora
Trino José Mora García (Caracas, 27 de abril de 1943-Caracas, 9 de diciembre de 2024) fue un músico, cantante y locutor venezolano, ícono del pop rock en su país entre los años sesenta y ochenta.

## Biografía
Realizó estudios en los Estados Unidos donde adquirió dominio del idioma inglés. Luego regresó a Venezuela en 1964 y conformó el grupo musical Los Duendes con el cual debutó, en 1965, en el programa de televisión El Club del Clan. Su primer LP salió a la venta en 1967. Para el año 1969 ganó el Primer Festival de La Voz Juvenil de Venezuela en Maracay (Estado Aragua).
Su participación en el Festival Internacional de la Canción de Chiclayo, Perú, le valió el cuarto puesto.
Trabajo con el productor argentino Ricardo Peña en sus programas Súper Sábado Sensacional y La guerra de los sexos, ambos emitidos por la cadena de televisión Venevisión.
Falleció en la noche del 9 de diciembre de 2024, a los 81 años, tras padecer un cáncer de próstata que lo aquejaba desde 2013.

## Discografía

### Álbumes
- 1967: El sol no brillará nunca más
- 1968: Trino Mora
- 1969: La voz juvenil de Venezuela
- 1969: Trino Mora A Color
- 1970: El tremendo romántico
- 1972: Hombre formal - Promus (Venezuela)
- 1973: Mi continuación - Palacio de la Música (Venezuela)
- 1974: Yo te haré falta - Top Hits (Venezuela)
- 1975: El rebelde - Top Hits (Venezuela)
- 1976: Kermesse (verbena) - Discos Scorpios (Venezuela)
- 1977: 10 años en acción
- 1978: En nombre del amor - Discos ADS (Venezuela)
- 1979: Amante latino - Top Hits (Venezuela)
- 1980: Una estrella, una flor - Disqueras Unidas (Venezuela)
- 1982: Ámame...Tómame - Sonográfica (Venezuela)
- 1984: Comentarios - Sonográfica (Venezuela)
- 1991: Volvamos a empezar
- 1995: Emocional - Cygnus (Venezuela)
- 1999: OVNI  - Producciones León (Venezuela)
- 2013: L.C.D.
- 2013: Plenilunium

### Sencillos
- 1969  Corazón feliz - Grabaciones Antor (Venezuela)
- 1970  Amor libre - Grabaciones Antor (Venezuela)
- 1970  No olvides recordarme / Recuerdos del Ayer - Grabaciones Antor (Venezuela)
- 1972  Control de natalidad / Creo estar soñando - Palacio de la Música (Venezuela)
- 1972  Libera tu Mente / La vida Juega con mi Amor - Promus (Venezuela)
- 1972  Se tú mismo / Anda, Anda - Belter (España)
- 1975  Te quiero todavía / Libertad - Top Hits (Venezuela)
- 1976  Desesperanza / Encontré una Luz - Discos Scorpios (Venezuela)
- 2009  Por tu amor (Gaita Rock) - Navidad entre amigos Trino Mora y la Rolling Band - Rolling Band A.C. (Venezuela)

### Participaciones y compilaciones varias
- 1968  Viva una experiencia psicotomimética - Grabaciones Antor (Venezuela)
- 1969  Segunda experiencia psicotomimética - Grabaciones Antor (Venezuela)
- 1969  Escenarío juvenil - Grabaciones Antor (Venezuela)
- 1969  Pop and up musical (Gente en Ambiente) - Grabaciones Antor (Venezuela)
- 1991  Lo mejor de los 60 y 70 - Balboa Records (Venezuela)
- 1996  La otra magia de los 60 & 70 - Sonograma/Interamericana de Grabaciones (Venezuela)
- 1999  20 Éxitos de los 60' y 70' - (Colección 20/20) - Balboa Records (Venezuela)
- 2000  20 Éxitos de los 60' y 70' Vol. II - (Colección 20/20) - Balboa Records (Venezuela)
- 2000  Parece que fue ayer - Universal Music (Venezuela)
- 2004  Los años 60 & 70 - (Colección de Hierro) - Balboa Records (Venezuela)